# 亚历山大·维克托罗维奇·纳扎罗夫
亚历山大·维克托罗维奇·纳扎罗夫（羅馬化：Aleksandr Viktorovich Nazarov；1951年2月24日—），苏联及俄罗斯政治人物，出生於哈薩克。曾任末任苏联楚科奇自治区执行委员会主席及俄罗斯时期首任州长、俄罗斯联邦委员会议员、联邦会计院审计员等职。

## 生平
亚历山大·纳扎罗夫出生于苏联哈萨克苏维埃社会主义共和国的一个工人家庭。1969年，高中毕业的纳扎罗夫在乌克兰頓內茨克州德魯日基夫卡的机械制造厂工作，同时服役于苏联海军。他拥有马克耶夫卡土木工程学院（今顿巴斯国家土木工程与建筑学院）经济学副博士学位以及苏共哈巴罗夫斯克党校的学位。
1972年，纳扎罗夫自军队退役，赴阿尔汉格尔斯克州北德文斯克担任修理核潜艇的机械师，翌年，阿尔汉格尔斯克州的共青团区委推荐他去楚科奇地区建设比利比诺核电站，纳扎罗夫先是担任混凝土工匠，后成为工地团委的领导干部，并先后参与了马加丹、阿尔卡加林和滨海边疆区热力发电厂的建设。1981年—1983年间，他在苏共比利比诺区委的工业运输部门工作。
1983年，纳扎罗夫被选为比利比诺区执行委员会副主席，1987年升任楚科奇自治区执行委员会副主席。1990年，纳扎罗夫当选楚科奇自治区和马加丹州的人民代表大会代表，同年4月接替辞职的娜杰日达·奥特克担任楚科奇自治区执行委员会主席，他是首个担任此职的非楚科奇籍的执行委员会主席。
1991年11月11日，俄罗斯苏维埃联邦社会主义共和国总统叶利钦对俄罗斯联邦主体进行改组，楚科奇自治区执行委员会被废除，纳扎罗夫被叶利钦任命为楚科奇自治区首任州长，苏联解体后纳扎罗夫继续担任州长。1995年，纳扎罗夫加入我们的家园—俄罗斯政党并当任当地党支部的领导人。1996年，楚科奇自治区组织首次州长选举，纳扎罗夫以65%的民选得票当选，纳扎罗夫任内，楚科奇于1990年代爆发了饥荒，美国人给楚科奇人提供援助后，纳扎罗夫因写信给莫斯科称这些接受美国援助的原住民是俄罗斯的敌人而遭到当地人的批评。2000年，完成首个民选州长任期的纳扎罗夫打算竞选连任，但他的支持率并不如当时的俄罗斯寡头罗曼·阿布拉莫维奇，临竞选时，纳扎罗夫因受到贪腐指控而被联邦税务警察局传唤接受调查，随后不久，他放弃了自己的候选人资格。2002年，纳扎罗夫曾向俄罗斯递交对苏联—美国海洋边界协定的复核请求，他在报告中称时任外长爱德华·谢瓦尔德纳泽“意图把整个楚科奇都交给美国”。
1990年至2003年，纳扎罗夫先后担任俄罗斯联邦委员会议员、北方和土著人民事务委员会（Комитета по делам Севера и малочисленных народов）成员和成员等职。2003年—2009年间，纳扎罗夫被任命为俄罗斯联邦会计院审计员。离休后，纳扎罗夫曾担任一个狩猎俱乐部（Клуб правильной охоты "Сенатор"）的领导人。

## 家庭
亚历山大·纳扎罗夫的父亲是一名车工，苏德战争期间在车里雅宾斯克的一个国防工厂工作；他的母亲则是一名会计师。纳扎罗夫已婚，育有3个子女。